# Haifisch
"Haifisch"（德译：鲨鱼）是Rammstein的一首单曲，收录于专辑Liebe ist für alle da中，在MV公布之前，Rammstein的官网上出现了关于这首歌的话:“鲨鱼不仅有利齿——他也有眼泪，但由于生活在海水中，没人能看到。可惜的是，毕竟，这软骨鱼类是世界上许多人误解的最古老的生物之一，多一点同情也并无大碍！”

## MV
MV于2010年8月23日发布在乐队的Myspace页面上。
MV展现了乐队成员和其他哀悼者参加主唱Till Lindemann的葬礼。两个女人因都有Till的孩子开始争吵，与此同时，乐队其他成员在考虑谁应该取代Lindemann作为主唱（从Henry Rollins和James Hetfield中选取），随后在各个场景中展示Lindemann是怎么死的，场景都基于Rammstein以前的MV：被Christoph Schneider殴打并焚烧（"Du hast"），攀岩时钢丝绳被Richard Kruspe切断（"Ohne dich"），探月时太空服里的氧气管被Oliver Riedel拔出（"Amerika"），Christian Lorenz对肥胖的Lindemann进行强制灌食致死（对电影七宗罪表示致敬，"Mein Teil"和"Keine Lust"），Lindemann装扮成白雪公主打Paul Landers（"Sonne"）。Landers走出门和Kruspe打斗，随后乐队成员开始他们之间的决斗，Lorenz掉入了坟墓，发现棺材是空的。长着胡子的Lindemann仍然活着，他在夏威夷瓦胡岛，他写了张明信片："Viele Grüße vom Arsch der Welt"（德译：来自荒野的问候），并展示了他抓了条鼬鲨，也似乎是MV"Mein Land"的前奏。